# Mediterranean International Cup
Mediterranean International Cup, también conocido como MIC o MICFootball, es un torneo de fútbol base que se celebra anualmente en la Costa Brava, Gerona en Cataluña. La participación es para jugadores y jugadoras de entre 10 y 20 años, que viven el denominado "Mundial del fútbol base". En la edición de 2023 participaron 344 equipos procedentes de  más de 30 países de todo el mundo. Algunos partidos son retransmitidos a nivel mundial por televisión. El evento se celebra durante la Semana Santa y supone un impacto económico muy importante para Gerona.
La ceremonia de inauguración se celebra en el Estadi de Vilatenim (Figueras) y las finales se disputan en el Municipal de Palamós y el Estadi de Vilatenim.

## Historia
La primera edición, el año 2001 se celebró en las Islas Canarias. El año 2002 los fundadores Josep Colomer y Judith Estrada decidieron trasladar el torneo a Gerona, lugar en el que aún se celebra a día de hoy y en el que se ha consagrado con el paso de los años. Como dato curioso las siglas MIC originalmente significaron "Mundialito Islas Canarias" para al paso de los años llamarse la que hoy conocemos, y ya consolidada, "Mediterranean International Cup".
A lo largo de toda la historia cada año han pasado jóvenes futbolistas que al paso de los años se han convertido en los principales futbolistas del mundo.
Actualmente el MIC se disputa en 40 poblaciones de la Costa Brava.

## Sedes
Las sedes que acogen el torneo son, entre otras: Bagur, La Bisbal del Ampurdán, Calonge, Cassá de la Selva, Fornells de la Selva, Gerona, La Escala, Estartit, Hostalrich, Llagostera, Lloret de Mar, Montrás, Palafrugell, Palamós, Castillo de Aro, Sant Feliu de Guíxols, Santa Coloma de Farnés, Santa Cristina de Aro, Sils, Torroella de Montgrí, Tosa de Mar y Vidreras.

## Categorías
- Masculinas
  - U19: Jugadores nacidos después del 1-1-2004 (Fútbol 11).
  - U18: Jugadores nacidos después del 1-1-2005 (Fútbol 11).
  - U16: Jugadores nacidos después del 1-1-2007 (Fútbol 11).
  - U15: Jugadores nacidos después del 1-1-2008 (Fútbol 11).
  - U14: Jugadores nacidos después del 1-1-2009 (Fútbol 11).
  - U13: Jugadores nacidos después del 1-1-2010 (Fútbol 11).
  - U12-A: Jugadores nacidos después del 1-1-2011 (Fútbol 11).
  - U12-B: Jugadores nacidos después del 1-1-2011 (Fútbol 7).

- Femeninas
  - F19: Jugadoras nacidas después del 1-1-2004 (Fútbol 11).
  - MIC Integra: Jugadores con distintas discapacidades

## Jugadores que han jugado el MIC
Algunos de los principales futbolistas del mundo han jugado alguna de las edición del MIC. Toda la lista completa en www.micfootball.com

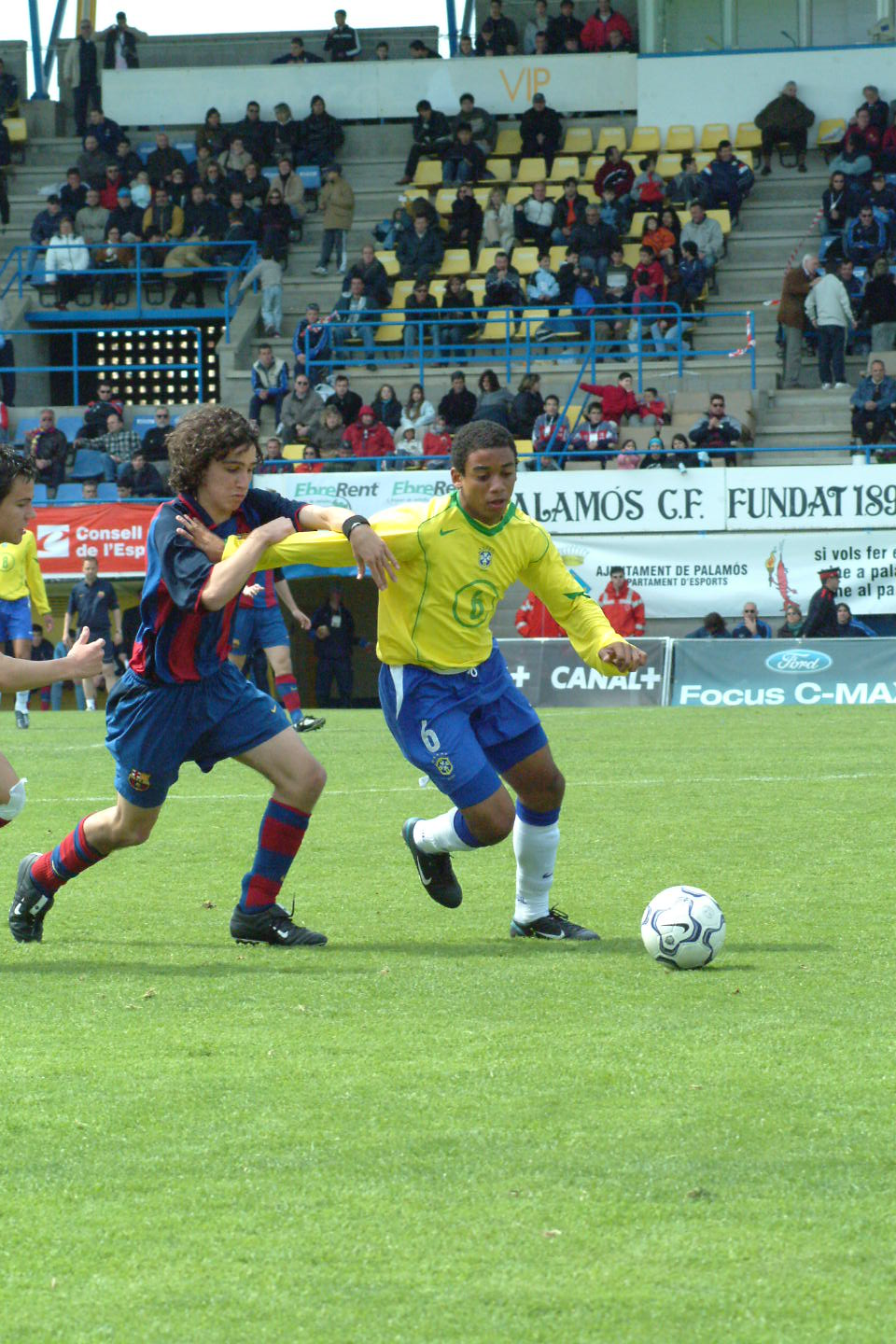
Marcelo contra Barça en el MIC

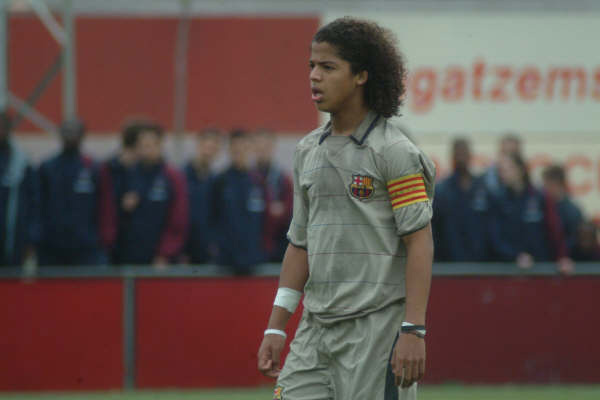
Giovani dos Santos en el MIC

| Jugador                | Club                                   |
| ---------------------- | -------------------------------------- |
| Lionel Messi           | Fútbol Club Barcelona                  |
| Neymar                 | Fútbol Club Barcelona                  |
| Gerard Piqué           | Fútbol Club Barcelona                  |
| Marcelo Vieira         | Real Madrid CF                         |
| Cesc Fàbregas          | Chelsea FC                             |
| Juan Mata              | Manchester United Football Club        |
| Jordi Alba             | Fútbol Club Barcelona                  |
| Oscar dos Santos       | Chelsea Football Club                  |
| Hatem Ben Arfa         | París Saint-Germain Football Club      |
| Philippe Coutinho      | Liverpool FC                           |
| Sergio Busquets        | Fútbol Club Barcelona                  |
| Marc Bartra            | Borussia Dortmund                      |
| Cristian Tello         | ACF Fiorentina                         |
| Oriol Romeu            | Southampton Football Club              |
| Gerard Deulofeu        | Everton Football Club                  |
| Sergi Roberto          | Fútbol Club Barcelona                  |
| Andreu Fontàs          | Real Club Celta de Vigo                |
| Sergi Samper           | Granada Club de Fútbol                 |
| Óliver Torres          | Fútbol Club Oporto                     |
| Jon Toral              | Granada Club de Fútbol                 |
| Keita Baldé Diao       | Società Sportiva Lazio                 |
| Bojan Krkić            | Stoke City Football Club               |
| Fran Mérida            | Club Atlético Osasuna                  |
| Borja Mayoral          | VfL Wolfsburgo                         |
| Martín Montoya         | Valencia Club de Fútbol                |
| Marc Torrejón          | SC Friburgo                            |
| Raúl Baena             | Rayo Vallecano de Madrid               |
| Víctor Álvarez         | Real Club Deportivo Español            |
| Javi Chica             | Real Valladolid Club de Fútbol         |
| Dídac Vilà             | AEK Atenas Fútbol Club                 |
| Marc Crosas            | Club Deportivo Tenerife                |
| Álvaro Vázquez         | Getafe Club de Fútbol                  |
| Jordi Amat             | Swansea City Association Football Club |
| Juan Bernat            | Bayern de Múnich                       |
| Víctor Ruiz Torre      | Villarreal Club de Fútbol              |
| Roberto Jiménez Gago   | Real Club Deportivo Español            |
| Víctor Vázquez Solsona | Cruz Azul Fútbol Club                  |
| Diego Ribas            | Clube de Regatas do Flamengo           |
| Rafael da Silva        | Olympique de Lyon                      |
| Adryan                 | Clube de Regatas do Flamengo           |
| Juan Jesus             | Associazione Sportiva Roma             |
| Felipe Anderson        | Società Sportiva Lazio                 |
| Douglas Pereira        | Real Sporting de Gijón                 |
| Lucas Silva            | Real Madrid Club de Fútbol             |
| Wallace Oliveira       | Grêmio Foot-Ball Porto Alegrense       |
| Rodrigo Dourado        | Sport Club Internacional               |
| Wellington Nem         | FK Shajtar Donetsk                     |
| Casemiro               | Real Madrid Club de Fútbol             |
| Alex Sandro Lobo Silva | Juventus de Turín                      |
| Anderson               | Sport Club Internacional               |
| Renato Augusto         | Beijing Guoan                          |
| Denílson Pereira Neves | Cruzeiro Esporte Clube                 |
| Abou Diaby             | Olympique de Marsella                  |
| Jonathan Biabiany      | Inter de Milán                         |
| Anatoli Katrich        | FC Dinamo Moscú                        |
| Andrei Panyukov        | Sporting Clube de Braga                |
| Jonathan dos Santos    | Villarreal Club de Fútbol              |
| Giovani dos Santos     | Los Angeles Galaxy                     |
| Rúben Neves            | Fútbol Club Oporto                     |
| Alex Iwobi             | Arsenal Football Club                  |
| Tom Lawrence           | Leicester City Football Club           |
| Antonio Sanabria       | Real Betis Balompié                    |
| Abdoulaye Ba           | Fenerbahçe Spor Kulübü                 |
| Nicolás Gaitán         | Atlético de Madrid                     |
| Marcus Rashford        | Manchester United Football Club        |
| Daley Blind            | Manchester United Football Club        |
| Timothy Fosu-Mensah    | Manchester United Football Club        |
| Eric Bailly            | Manchester United Football Club        |

## Países representados
A lo largo de la historia del torneo estos países han tenido algún representante:
- Alemania
- Argelia
- Andorra
- Angola
- Argentina
- Australia
- Austria
- Bélgica
- Brasil
- Bulgaria
- Canadá
- Catar
- China
- Chipre
- Chipre del Norte
- Corea del Sur
- Colombia
- Costa Rica
- Costa de Marfil
- Dinamarca
- Ecuador
- Egipto
- Emiratos Árabes Unidos
- Escocia
- España
- Estados Unidos
- Filipinas
- Finlandia
- Francia
- Gabón
- Georgia
- Ghana
- Grecia
- Guatemala
- Haití
- Hong Kong
- Hungría
- Inglaterra
- India
- Indonesia
- Irlanda
- Irlanda del Norte
- Israel
- Italia
- Japón
- Jordania
- Kuwait
- Letonia
- Líbano
- Marruecos
- México
- Noruega
- Países Bajos
- Pakistán
- Panamá
- Paraguay
- Polonia
- Portugal
- Puerto Rico
- República Dominicana
- Rusia
- Senegal
- Suiza
- Suecia
- Sudáfrica
- Trinidad y Tobago
- Ucrania
- Venezuela

## Palmarés por equipos
- Datos actualizados al terminar la edición del MIC'19

| Equipo                        | Títulos ganados |
| ----------------------------- | --------------- |
| FC Barcelona                  | 17              |
| Selección Nacional de Brasil  | 15              |
| RCD Espanyol                  | 13              |
| Aspire Football Dreams        | 10              |
| Real Madrid CF                | 10              |
| Málaga CF                     | 3               |
| AFC Ajax Ámsterdam            | 2               |
| Selección Nacional de México  | 2               |
| Club Atlético de Madrid       | 2               |
| Unió Esportiva L'Estartit     | 2               |
| Selección Nacional de Francia | 1               |
| Arsenal FC                    | 1               |
| Manchester United             | 1               |
| Levante UD                    | 1               |
| Athletic Club                 | 1               |
| Shanghái Shenhua FC           | 1               |
| Rayco FC                      | 1               |
| Club Gimnàstic de Tarragona   | 1               |
| Club Gimnàstic Manresa        | 1               |
| Malmö FF                      | 1               |
| Club Deportivo Oberena        | 1               |
| UE Cabanes                    | 1               |
| WFC Rossiyanka                | 1               |